# 191P/McNaught
191P/McNaught, też McNaught 11 – kometa krótkookresowa, należąca do rodziny Jowisza.

## Odkrycie
Kometa została odkryta 10 lipca 2007 przez Roberta McNaughta w Obserwatorium Siding Spring w Australii. Później okazało się, że kometa była także na archiwalnych zapisach programów LONEOS i NEAT z sierpnia i listopada roku 2000.

## Orbita komety i właściwości fizyczne
Orbita komety 191P/McNaught ma kształt elipsy o mimośrodzie 0,42. Jej peryhelium znajduje się w odległości 2,05 j.a., aphelium zaś 5,02 j.a. od Słońca. Jej okres obiegu wokół Słońca wynosi 6,64 roku, nachylenie do ekliptyki to wartość 8,76˚.
Jądro tej komety ma rozmiary maksymalnie kilku km.